# Пистосаурус
Пистосаурус (Pistosaurus) је био нотосаур из доба тријаса.

## Опис
Максимална дужина је износила 3 m. Имао је карактеристике које су га чиниле прилагођеним животу у отвореним водама. Удови су му били налик на пераја, елиптичног облика и глатки, мада се линија прстију још назирала под кожом. Реп му је био цилиндричан и без пераја. Пошто му је кичма била релативно крута, кретао се веслањем, а не таласањем репа. Још једна прилагођеност савладавању турбуленције је мала и готово ваљкаста глава.

## Начин живота
Због својих прилагођености, могао је да се отисне на пучину, мада је могуће да се враћао на копно ради полагања јаја што је била одлика нотосаура.

## Фосилни налази
Фосили ове животиње су пронађени у Француској и Немачкој.